# Killzone
Killzone is een computerspel van de Nederlandse spelontwikkelaar Guerrilla Games. De first-person shooter (FPS) is in 2004 uitgebracht voor PlayStation 2.

## Verhaal
Aanhangers van de Helghast die niet meer gewenst waren door de ISA en UCN op de planeet Vekta, werden verbannen naar de mineraalrijke planeet Helghan. Op die planeet waren de leefomstandigheden niet meer normaal te noemen ten opzichte van het paradijs van Vekta. Er heerste een giftige atmosfeer, waardoor vele mutaties zich ontwikkelden. Velen stierven direct, echter bouwden de overlevenden een kolonie en staan ze bekend als de Helghast. Later ontwikkelden ze middelen om de mutaties en giftige stoffen tegen te gaan: de gasmaskers en aangepaste pakken, waar zij om bekendstaan. Aan het hoofd stond een krachtige separatistische leider, Scolar Visari. Deze zag al langere tijd in dat hetgeen hen was aangedaan niet door de beugel kon. Hij maakte zijn leger Helghasten groter en sterker, totdat hij er klaar voor was. Eens zover stuurt hij een grote invasie op de planeet Vekta om die te heroveren.

## Gameplay
In het begin van het spel speelt de speler Jan Templar, een door en door ISA-soldaat. De speler heeft de opdracht gekregen om de Helghast weer van planeet Vekta weg te krijgen. De omgeving van de levels lopen goed in elkaar over. In elk level zal men opdrachten moeten voltooien om verder te kunnen.
In het verhaal kan de speler met vier verschillende ISA-personages spelen. Templar de soldaat, Luger de scherpschutter, Rico de schiettank, en Hakha de verrader van de Helghast. Tussen deze personages spelen afzonderlijke verhalen. Zo kan Rico zich niet met Hakha vinden, omdat hij half Helghast is, en is er een spanning tussen Luger en Templar die ooit een relatie hadden.
Met deze uitverkoren ISA-soldaten moet de speler de planeet Vekta schoonmaken van de Helghast-rotzooi, zodat de hulptroepen die van de aarde komen hen kunnen helpen. Iedereen heeft zijn eigen specialiteiten, maar ook zwakheden.